# Zone réglementée temporaire
Une ZRT ou Zone réglementée temporaire est une zone dans laquelle un aéronef ne peut circuler librement sans clairance spécifique délivrée par un service de contrôle civil ou militaire (Contact Radio obligatoire, Assignation de code transpondeur, d'altitude de transit...)
Ces zones peuvent être mises en place autour de zones à risques pendant des évènements nécessitant une régulation spécifique du trafic, ou autour de bâtiments pour une durée temporaire.
En France la liste des ZRT est publiée sur un document appelée "Complément aux cartes aéronautique" édité par le SIA, leur activation est quant à elle publiée sous forme de NOTAMs ou de SUP AIP.

## Exemple de SUP AIP annoncent la mise en place d'une ZRT
- Lieu : FIR Bordeaux (LFBB) AD Toulouse Francazal (LFBF)
- Validité : Du 12 novembre 2009 au 1er septembre 2010
- Objet : Création de 1 ZRT FRANCAZAL (CTR Francazal non active) annule et remplace 134/09

- Activité : Protection activité aérodrome Francazal, à la suite du passage en service AFIS avec désactivation CTR FRANCAZAL
- Dates et Heures d'activité : ZRT FRANCAZAL : Lundi au jeudi (Sauf JF) : 0600 - 1500 (hiver+ 1h) Vendredi (Sauf JF) : 0600 - 1400
- Condition de Pénétration : Uniquement pour les appareils au départ ou à destination de Toulouse Francazal possédant un numéro d’accord (PPR) Contournement obligatoire pour tous les autres aéronefs sauf missions de sauvetage, assistance, police ou douanes.